# Stilpon iz Megare
Stilpon iz Megare (grško: Στίλπων) je živel od leta 360 do leta 280 pr. n. št.. Bil je grški filozof šole megarikov. Bil je sodobnik Teofrasta, Diodor Krona, in Kratesa iz Teb. Ohranilo se ni nobeno od njegovih del. Zanimala so ga področja logike in dialektike, in je trdil, da človek kot pojem ni tisto, kar mu ljudje prikazujejo, saj pod pojmom nikoli ne mislimo nekega konkretnega posameznika. Njegova etnična učenja so se približevala kinikom in stoi. Njegovi najpomembnejši učenci so bili Piron, utemeljitelj skrajno skeptičnega pironizma, in Zenon iz Kitija, ustanovitelj stoiške filozofske šole.

## Življenje
Rodil se je v Megari. Verjetno je živel po času Euklida iz Megare, Sokratovega učenca in utemeljitelja šole megarikov, zaradi česar je malo verjetno, da bi bil njegov učenec, kot so zapisali nekateri. Drugi navajajo, da je bil učenec Trazimaha iz Korinta ali Pasikleja iz Teb. Po eni pripovedi je sodeloval na dialektičnih razpravah z Diodorom Kronom na sodišču Ptolemaja Laguškega. Po drugi pripovedi, pa ni upošteval povabila kralja, da bi odšel v Aleksandrijo. Makedonski vladar Demetrij, sin Antigona, mu je iz spoštovanja ob zavzetju Megare ni požgal hiše in mu ponudil odškodnino za manjšo poškodbo med nemiri, vendar je Stilpon zavrnil odškodnino. Kot pravi Plutarh, je združil povzdignjeno sentimentalnost z nežnostjo in potrpljenjem. Bil je v čast svojemu mestu, prijateljem, poznali so ga tudi kralji. Vdanost vinu je zamenjal za filozofijo in dialektiko ter tako postal en najvplivnejših filozofov svojega časa. Od Teofrasta, ki je pri peripatetikih nasledil Aristotela, in manj znanega Aristotela kirenajika je odvedel številne učence, med drugim tudi Kratesa iz Teb in Zenona iz Kitija, ustanovitelja stoiške šole. Med njegovimi privrženci sta bila Menedema iz Eretrije in Asklepijada iz Flijunta, voditelja post-sokratske eretrijske šole. Ena od njegovih učenk, Nikarete, je domnevno bila njegova ljubica. Stilpon so hvalili tudi zaradi svoje politične modrosti, preprostega, enostavnega ravnanja in enakopravnosti, s katero je toleriral svojo uporniško hčerko. Cicero navaja, da so prijatelji Stilpona opisali kot »močno odvisnega od vina in žensk«, vendar je njegova filozofija izkoreninila njegove nagnjenosti.

## Filozofija
Od njemu pripisanih dialogov so ostali le naslovi. Pripadal je megarski filozofiji, ampak vemo le malo o njegovih doktrinah iz par citiranih odstavkov in rekov.

### Metafizika
V starih časih je Stilpon bil znan po obvladovanju umetnosti debatiranja in dialektike (sedaj nadomeščenih z znanstveno disciplino logike). Vendar pa je danes na tem področju malo znanega o dejavnosti Stilpona. Glede na Diogena Laertskega Stilpon ne priznava obstoja univerzalij (splošnih pojmov). Stilpon je bil skrajni nominalist. Zavračal je celo obstoj občih idej: človek kot pojem ni tisto, kar mu ljudje prikazujejo, saj pod pojmom nikoli ne mislimo nekega konkretnega posameznika. Če nekdo izraža splošen koncept določene osebe (na primer »Sokrat je človek"), prepozna posebne ljudi s splošnim pojmom. Prav tako se identificirajo vsi ljudje, če jih vsak posameznik identificira s splošnim pojmom.

### Etika
Zdi se, da so Stilpona zanimale vrline in njihova samozadostnost. Trdil je, da vsak moder človek, ne samo da premaga vsako zlo, ampak ga tudi ne sme občutiti, oziroma biti pod njegovim vplivom. To kaže na povezanost Stilpona s kiničnimi sodobniki. 
Enostranski del oziroma parafraza njegovega dela o izgnanstvu je ohranjen v zapisih Telesa iz Megare, kinika iz 3. stoletja pr. n. št.. V tem odlomku Stilpon razdeli dobro na tri dele: dobro duše, dobro telesa in zunanje dobro. Nato obrazloži, da izgnanstvo ne prikrajša osebe za katero koli dobro.